# Armistice de Thessalonique

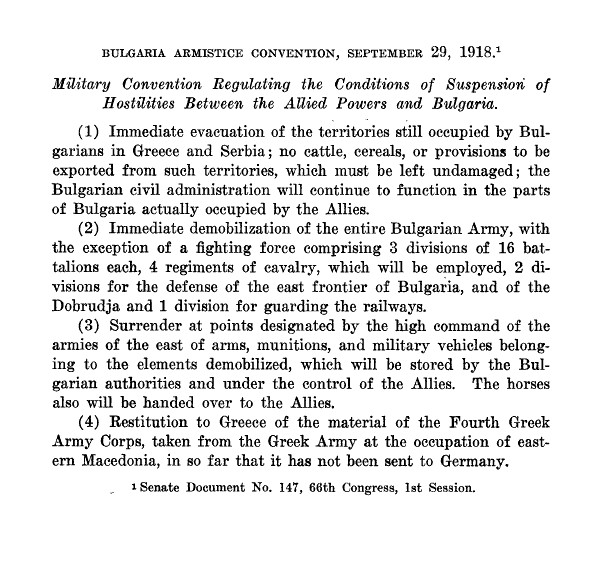
Les termes officiels de l'armistice avec la Bulgarie.

L’armistice de Salonique (ou armistice avec la Bulgarie) est une convention d’armistice signée le 29 septembre 1918 à Thessalonique, en Grèce, entre le royaume de Bulgarie et les Alliés de la Première Guerre mondiale. L’armistice est le résultat d’une demande de cessez-le-feu adressée par la Bulgarie aux forces de l’Entente le 24 septembre précédent. Il aboutit au retrait de Sofia de la Première Guerre mondiale et organise la démobilisation et le désarmement des forces bulgares. Les signataires du traité sont le général français Louis Franchet d'Espèrey (qui représente l’Entente) et une commission bulgare nommée par Sofia et composée du général Ivan Lukov, du ministre Andreï Liaptchev et du diplomate Simeon Radev.

## Contexte

### Mécontentement bulgare
Mécontents des clauses du traité de Bucarest, les Bulgares affichent de plus en plus de scepticisme quant à la poursuite de la guerre dans le camp des puissances centrales.
Ce mécontentement se traduit tout d'abord par des changements gouvernementaux. En effet, le 18 juin 1918, Alexandre Malinov, opposé en 1915 à l'entrée du royaume dans le conflit, remplace Vassil Radoslavov à la présidence du conseil du royaume de Bulgarie.
La population éprouve une grande lassitude alors que le conflit se prolonge, mais le mécontentement est encouragé par les campagnes de presse gouvernementales qui exposent les griefs du gouvernement envers les membres de l'alliance et militent en faveur de la réalisation des buts de guerre de 1915, dont la population ne comprend pas le report de la réalisation.
De plus, les troupes bulgares sont mal ravitaillées en raison des défaillances de l'intendance, ce qui encourage un mouvement de désertions de plus en plus massif au fil des mois, tandis que l'offensive générale des alliés sur le front de l'ouest en août prive les puissances centrales de réserves stratégiques pour appuyer la Bulgarie. 
Les alliés sont informés de ces difficultés et des hésitations du gouvernement bulgare et préparent une offensive dont l'un des buts est de le décider à sortir de la guerre.

### Rupture du front de Macédoine
Dans ce contexte, les Alliés serbes, français, anglais et grecs lancent l'offensive sur le front de Macédoine le 15 septembre 1918
Les unités bulgares sont incapables de résister de manière efficace, en douze jours le front bulgare est éventré, et les troupes retraitent alors en direction des frontières du royaume, alors que les alliés renouant avec la guerre de mouvement réussissent avec la manœuvre d'Uskub à forcer à la reddition la première armée germano-bulgare, forte de 70 000 hommes et dotée d'un important matériel.
Avant même cet événement, pendant l'offensive, les tractations diplomatiques entre les Bulgares et les Alliés deviennent intenses à partir du 24 septembre, et elles arrivent à leur conclusion à peu près en même temps que la reddition d'Uskub.

## Négociations
Le 26 septembre, alors que la cavalerie française talonne les unités germano-austro-bulgares en déroute dans la région d'Uskub, le haut-commandement bulgare adresse au commandant allié du front de Salonique, Louis Franchet d'Espèrey, et demande une demande de suspension des opérations.
Dans un premier temps, le 26 septembre, un officier bulgare se présente au commandement britannique en portant une lettre qui demande une suspension d'armes de 24 heures, mais le commandant du Front d'Orient refuse.
La démarche militaire est doublée par une démarche diplomatique auprès du consul des États-Unis à Sofia,.

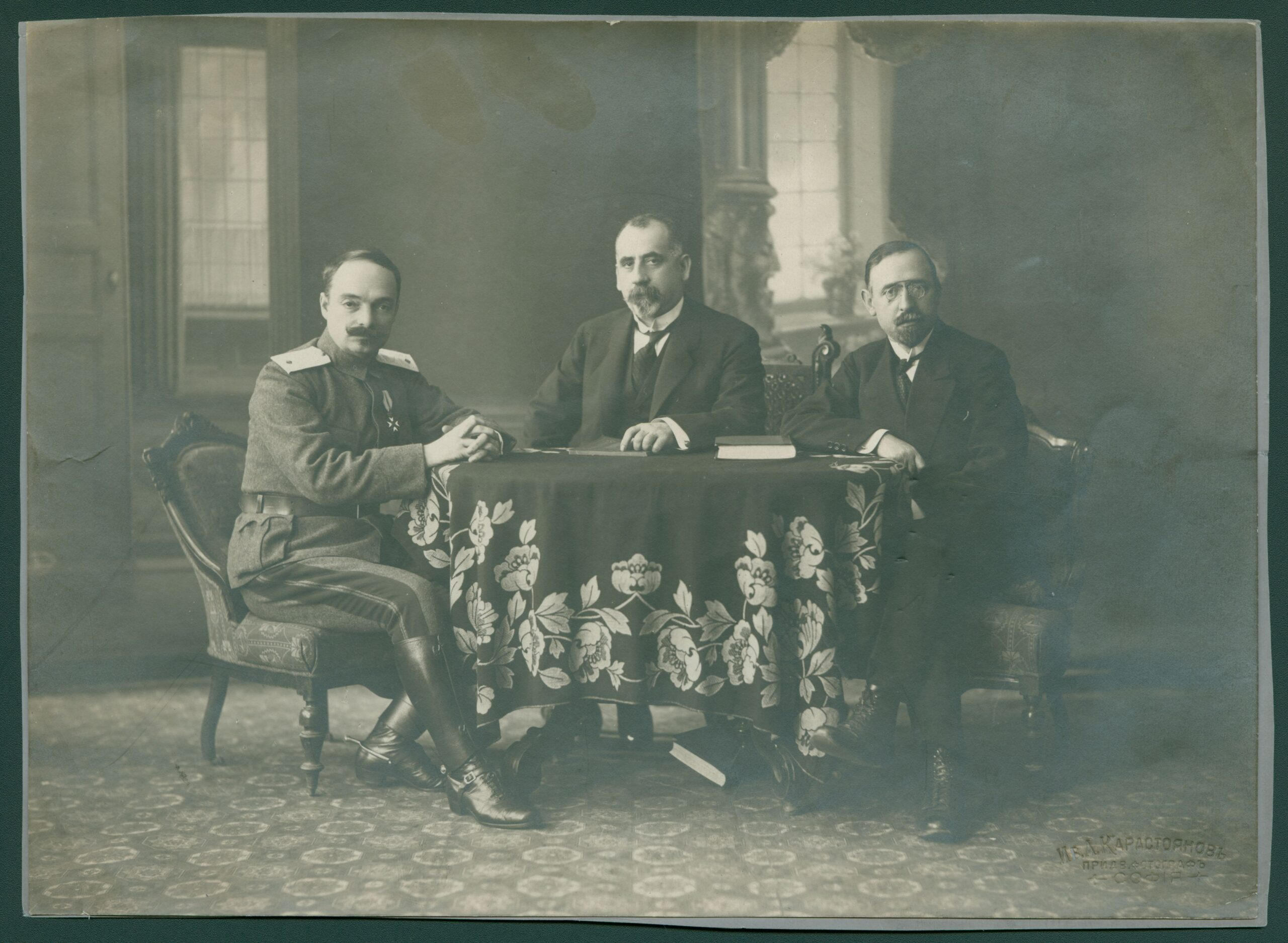
Les délégués bulgares : le major général Ivan Lukov, Andreï Liaptchev et Simeon Radev.

Conduite par le ministre des Finances bulgare, Andreï Liaptchev, et assisté par des personnalités réputées francophiles, le diplomate Simeon Radev et le général Ivan Lukov, chef de la 2e armée, la délégation bulgare est reçue à Salonique le 28 septembre dans l'après-midi par le commandant du Front d'Orient, qui a pris soin d'écarter le commandement serbe des négociations d'armistice. Franchet d'Espèrey énonce des clauses généralement modérées, qui sont dictées depuis Paris par Georges Clemenceau, président du Conseil. Elles ne sont pas discutées par les délégués bulgares. Le document est signé le 28 septembre, peu avant minuit.

## Clauses

### Militaires
L’armistice impose la démobilisation immédiate de toutes les forces bulgares et limite les effectifs de l’armée bulgare à trois divisions.
De plus, les Alliés obligent la Bulgarie à rendre à la Grèce tout le matériel militaire capturé en 1916. Dans un cadre interallié, ils occupent un certain nombre de points stratégiques répartis dans le pays, sans toutefois entrer dans la capitale, Sofia, , pour garantir au gouvernement une marge de manœuvre en Bulgarie.
Ensuite, afin d'empêcher des vengeances et hâter la signature, les troupes serbes et grecques doivent arrêter leur progression à la frontière entre leur pays et la Bulgarie vaincue pour faciliter les négociations. De son côté, le régent serbe, Alexandre, n'exige pas la présence de troupes serbes en Bulgarie et se contente d'appuyer Franchet d'Espèrey, qui demande l'évacuation des territoires serbes occupés.
Enfin, les troupes bulgares sont tenues d'évacuer les territoires occupés par la Bulgarie en Serbie et de restaurer le royaume de Belgrade dans les frontières de 1915, avant l'intervention du royaume de Sofia,.

### Politiques
Aux clauses militaires s'ajoutent des clauses politiques.
Le royaume doit rompre les relations avec les puissances centrales et expulser tous les Allemands du royaume dans un délai de quatre semaines.
L'autonomie de la politique bulgare est garantie par l'absence de troupes alliées à Sofia, mais cette autonomie est limitée par le contrôle allié sur les moyens de communication du royaume, notamment les ports, dont l'ouverture est garantie aux navires alliés.

## Conséquences
Face à la demande bulgare, les réactions des puissances sont diverses.

### Réactions politiques
En dépit des demandes bulgares formulées dans les journées avant l'armistice, l'assistance des puissances centrales n'est pas à la hauteur de la situation militaire de la Bulgarie, les premiers renforts ne pouvant étayer le front avant la fin d'octobre.
Les responsables des puissances centrales, principalement les militaires allemands, tentent d'initier des contre-mesures pour s'opposer à la demande bulgare. Le général von Scholz, commandant les troupes allemandes dans les Balkans, reçoit de l'Oberste Heeresleitung, le haut-commandement allemand, l'ordre d'occuper militairement Sofia, la capitale bulgare, et de s'assurer de la personne du souverain bulgare.
Les modalités qui accompagnent la signature de l'armistice avec la Bulgarie créent les conditions d'une première scission entre Alliés, Franchet d'Espèrey ayant négocié seul, au nom des Alliés, les clauses de l'armistice avec les représentants bulgares. En effet, investi de tous les pouvoirs, il n'associe pas les représentants des puissances alliées aux négociations, ce qui crée un précédent que les Britanniques se hâtent d'exploiter dans les négociations préalables à la conclusion de l'armistice avec la Turquie.

### Impact sur le conflit
Dès la signature, le 29 septembre, les responsables militaires et politiques de l'Allemagne et de ses alliés en sont avisés mais échouent à mettre en place des contre-mesures efficaces.
De plus, le jour même, les Dioscures, Hindenburg et Ludendorff, tirant les conclusions de l'armistice bulgare, demandent à l'empereur allemand, Guillaume II, depuis le quartier général de Spa, de faire parvenir une note demandant aux Alliés les conditions de la cessation des hostilités.
Dès le 4 octobre, des consignes sont données pour exploiter au maximum la défection bulgare, Franchet d'Espèrey souhaitant diriger ses attaques à la fois sur la Hongrie et sur la Thrace turque. Ainsi, directement menacé, le gouvernement turc démissionne le 7 octobre, pour être remplacé par un autre mené par un homme hostile à l'entrée en guerre aux côtés des puissances centrales en 1914, Talaat Pacha.
Plus au nord, rapidement menacées par la rapidité de l'avance franco-serbe qui est rendue possible par l'armistice bulgare, et harcelées par la résistance serbe,, les troupes austro-hongroises doivent affronter ces troupes en Serbie. Pour y faire face, une nouvelle armée austro-allemande de onze divisions est déployée en Serbie à hauteur de Nič, sous le commandement de Hermann Kövess, avec mission de freiner au maximum les unités franco-serbes qui remontent depuis la Macédoine,. Celles-ci remontent rapidement et irrésistiblement vers le nord de la Serbie en balayant tous les barrages mis en place sur leur passage, entre le 9 et le 12 octobre, autour de Nič, pillée par les troupes austro-allemandes en retraite, puis à Paratchin, le 22. La publicité de l'armistice de Salonique incite les conseils nationaux austro-hongrois à se désolidariser de l'Autriche et de la Hongrie.
Sur le front d'Albanie, tenu par des troupes bulgares et austro-hongroises face à des troupes italiennes, le commandement austro-hongrois ordonne la retraite de ses troupes.